# Rovanți, Luțk
Rovanți (în ucraineană Рованці) este un sat în comuna Boratîn din raionul Luțk, regiunea Volînia, Ucraina.

## Demografie
Componența lingvistică a localității Rovanți
     Ucraineană (98,75%)
     Rusă (1,08%)
     Alte limbi (0,16%)
Conform recensământului din 2001, majoritatea populației localității Rovanți era vorbitoare de ucraineană (98,75%), existând în minoritate și vorbitori de rusă (1,08%).